# Abarema cochliacarpos
Abarema cochliacarpos, A. cochliacarpos je drvo i uglavnom raste u sezonski suhom tropskom biomu istočnog Brazila.

## Opće informacije
Abarema cochliacarpos je grm ili stablo koje može narasti oko 8 metara visoko. Kora stabla je popularna i često korišten lijek u Brazilu, gdje se bere iz divljine za upotrebu i kao lijek i kao izvor materijala. Drvo je klasificirano kao 'ranjivo' na IUCNovom crvenom popisu ugroženih vrsta (2011.)

## Poznate opasnosti
Kora je otrovna u velikim dozama.

## Stanište
Atlantska obalna šuma, i na poremećenom mato do cipo, savana ili planinska savana, ponekad dosežući nadmorsku visinu od 1100 metara.

## Pojedinosti o uzgoju
Biljka je uglavnom nizinskih tropskih područja. Ova vrsta ima simbiotski odnos s određenim bakterijama tla, te bakterije stvaraju kvržice na korijenju i fiksiraju atmosferski dušik. Dio ovog dušika koristi biljka koja raste, ali dio mogu koristiti i druge biljke koje rastu u blizini.

## Ljekovitost
Drvo se melje u prah i koristi u domaćoj medicini za liječenje indolentnih čireva. Kora je analgetik, djeluje protuupalno, antiseptičko i adstringentno.
Uvarak od kore često se koristi u Brazilu za liječenje rana, krvarenja, hemoroida, leukoreje, proljeva i raznih drugih stanja.
Za vanjsku primjenu koristi se kao sredstvo za ispiranje rana, hemoroida itd., te kao kapi za liječenje konjuktivitisa.
Savjetuje se određeni oprez pri korištenju ove biljke budući da je kora otrovna u velikim dozama.
Kora se pokazala učinkovitom u liječenju čira na želucu i gastritisa, kao i da ima izražene gastro-zaštitne učinke i svojstva zacjeljivanja rana
Dokazano je da vodeni ekstrakt kore smanjuje ozljede želuca od alkohola. Hidroalkoholni ekstrakt kore pokazao je antimikrobno djelovanje
I etanolni i vodeni ekstrakti dobiveni iz kore posjeduju aktivne tvari s izraženim antinociceptivnim svojstvima - iako su oba bila učinkovita, metanolni ekstrakt bio je učinkovitiji od vodenog ekstrakta. Ovakvi farmakološki učinci potvrđuju i barem djelomično opravdavaju popularnu upotrebu ove biljke u liječenju doloroznih procesa.
U tom kontekstu, cilj je bio procijeniti in vitro antibakterijsko djelovanje ekstrakata cikloheksanskih (ECH), acetonskih (EA) i etanolnih (EE) ekstrakata iz kore Abarema cochliacarpos protiv bakterija izoliranih iz kožnih rana kod pasa.
Testovi razvijeni s cikloheksanskim, acetonskim i etanolnim ekstraktima kore Abarema cochliacarpos pokazali su antibakterijsko djelovanje u koncentracijama od 100, 50, 25, 12,5 i 6,25 mg/mL protiv gram-pozitivnih sojeva Staphylococcus intermedius i Bacillus sp.
Abarema cochliacarpos ima farmakološki potencijal protiv Gram-pozitivnih bakterija, uglavnom iz roda Staphylococcus, te se može iskoristiti u budućim istraživanjima za dobivanje bioaktivnih spojeva antibakterijskog djelovanja.

## Korištenje u agrošumarstvu
Ova vrsta fiksira atmosferski dušik i prirodni je pionir, raste na otvorenim i poremećenim područjima i stvara uvjete pogodne za drvored šumskog drveća. U Brazilu se koristi za obnovu degradiranih područja.

## Ostale namjene
Od stabljike se dobiva guma koja podsjeća na gumi arabiku. Guma arabika, dobivena iz različitih vrsta bagrema, ima različite namjene, uključujući dodavanje sjaja krepu i svili, zgušnjavanje boja, kaliko tiskanje, proizvodnju tinte i kao sluz. Sjemenke su izvor tanina. Drveni pepeo je dobar izvor potaše i može se koristiti za izradu sapuna.

## Sinonimi
- Inga cochliacarpos (Gomes) Mérat & Lens in Dict. Univ. Matière Méd. 3: 606 (1831)
- Mimosa cochliacarpos Gomes in Observ. Bot.-Med. Nonnullis Bras. Pl.: 34 (1803)
- Feuilleea cochliocarpa (Ortega) Kuntze in Revis. Gen. Pl. 1: 185 (1891)
- Inga cochlocarpa Mart. in Reise Bras. 2: 549 (1828)
- Inga nandinifolia DC. in Prodr. 2: 440 (1825)
- Mimosa cochliocarpos Ortega in Mem. Math. Phis. Acad. Real Sci. Lisboa 3(Mem. Cor.): 34 (1812)
- Mimosa vaga Vell. in Fl. Flumin. 11: t. 13 (1831), nom. illeg.
- Pithecellobium auaremotemo Mart. in Flora 20(2 Beibl.): 115 (1837)
- Pithecellobium cochliocarpum (Ortega) J.F.Macbr. in Contr. Gray Herb. 59: 3 (1919)